# Барон (Жиронда)
Барон (фр. Baron) насеље је и општина у југозападној Француској у региону Аквитанија, у департману Жиронда која припада префектури Либурн.
По подацима из 2011. године у општини је живело 1.118 становника, а густина насељености је износила 108,12 становника/km². Општина се простире на површини од 10,34 km². Налази се на средњој надморској висини од 82 метара (максималној 108 m, а минималној 29 m).

## Демографија
| 1962. | 1968. | 1975. | 1982. | 1990. | 1999. | 2011. |
| ----- | ----- | ----- | ----- | ----- | ----- | ----- |
| 491   | 503   | 527   | 668   | 749   | 866   | 1.118 |

График промене броја становника у току последњих година